# (41206) Sciannameo
(41206) Sciannameo (1999 WG9) – planetoida z pasa głównego asteroid okrążająca Słońce w ciągu 4,27 lat w średniej odległości 2,63 j.a. Odkryta 27 listopada 1999 roku.